# 苗树森
苗树森（1916年—1986年），直隶霸县人。中华人民共和国政治人物。
早年担任中共左云、右玉县长，晋绥边区五分区武委会主任，中华人民共和国成立后，担任建筑工程师第二师政委，中华人民共和国建筑工程部第二工程局党委书记，中共包头市委书记，华北工程管理局、西北工程管理局党委书记兼局长，建筑工程部副部长。1986年去世。